# Johannes Lindgren
Johannes Lindgren, född 1874 i Själevad, död 1947 i Stockholm, var en svensk kyrkoherde.
Lindgren blev 1903 tf. föreståndare och 1905 föreståndare för Evangeliska fosterlandsstiftelsens missionsskola Johannelund. Åren 1910–22 var han stiftelsens missionsdirektor.
Han var 1935–1946 ordförande i huvudkommittén för Nordiska kristna buddhistmissionen. Han var initiativtagare till gudstjänster för den akademiska ungdomen i huvudstaden och likaledes en av förespråkarna för gudstjänster i radio, där han själv höll den första serien morgonandakter. Lindgren var redaktör för missionskalendern Varde ljus 1911–1922 och för Svenska missionstidningen 1910–1916.
Lindgren var kyrkoherde i Engelbrektskyrkan i Stockholm från 1924 till sin död 1947.
Lindgren var gift första gången 1903 med Maria Augusta Linnér (död 1928) och andra gången 1930 med Elsa Elisabeth Eriksson.